# Słuchotka kamczacka
Słuchotka kamczacka (Haliotis kamtschatkana) – gatunek morskiego ślimaka z rodziny słuchotek (Haliotidae). Zagrożony wyginięciem.

## Występowanie i biotop
Występuje na rozległym obszarze północnych wybrzeży Pacyfiku, od Alaski do Kalifornii oraz od Japonii po Syberię. W północnej części zasięgu zasiedla strefę pływów. Przytwierdza się do skał i kamieni, często w grupach, do głębokości 15 m.

## Morfologia
Długość ciała około 15 cm. Muszla spłaszczona, z falistym pofałdowaniem na zewnątrz o barwie brunatnej lub zielonej. Wzdłuż jednej z krawędzi muszli od 3 do 6 kraterowych otworów.

## Ekologia i zachowanie
Żywi się glonami. Spłaszczona muszla słuchotek kamczackich zmniejsza opór stawiany falującej wodzie oraz chroni przed atakiem drapieżników. Ich wrogiem naturalnym jest wydra morska, dla której ślimak ten jest przysmakiem, oraz rozgwiazdy.  Przez kraterowe otwory na krawędzi muszli wydostaje się woda, produkty przemiany materii i komórki rozrodcze tj. gamety.

## Status
Międzynarodowa Unia Ochrony Przyrody (IUCN) od 2006 uznaje słuchotkę kamczacką za gatunek zagrożony wyginięciem (EN – Endangered). Trend liczebności populacji uznawany jest za spadkowy (są m.in. poławiane do celów spożywczych).